# تأتر العضل الخلقي
تأتر العضل الخلقي (بالإنجليزية: Myotonia congenita)‏ هو عيب خلقي في التشابك العصبي العضلي وقنوات الأيونات مما يؤثر على العضلات الهيكلية (عضلات تستخدم للحركة).

## الأعراض والعلامات
يحدث التقلص العضلي المطول بشكل شائع في عضلات الساق في الطفرات المتنحية، وفي اليدين والوجه والجفون في الطفرات السائدة. تزداد تلك التقلصات أثناء الراحة، وفي بعض الأشكال، تخف أثناء ممارسة الحركات المتكررة، وهي ظاهرة معروفة باسم تأثير الإحماء. يتضاءل غالبًا هذا التأثير بسرعة مع الراحة. قد يتعرض الأفراد الذين يعانون من تأتر العضل الخلقي للسقوط نتيجةً للحركات السريعة أو عدم القدرة على تثبيت الجسم بعد فقدان التوازن. أثناء السقوط، قد يعاني الشخص المصاب بتأتر العضل الخلقي من شلل صملي جزئي أو كامل يغيب بسرعة بمجرد انتهاء الحدث. ومع ذلك، فإن السقوط في الماء البارد قد يجعل الشخص غير قادر على الحركة طوال فترة البقاء في الماء. كما هو الحال مع التأتر العضلي عند الماعز، يكون الأطفال أكثر عرضةً للسقوط من البالغين، بسبب اندفاعيتهم.
يمكن التمييز بين نوعي التأتر العضلي الخلقي الرئيسيين من خلال شدة أعراضهما وأنماط وراثتهما. يظهر مرض بيكر عادةً في مرحلة الطفولة متأخرة من الطفولة مقارنةً بمرض تومسن، وكذلك، يسبب مرض بيكر ضعف عابر وتأتر وتيبس عضلي أكثر حدة. لا يرتبط التأتر العضلي بحد ذاته بالألم عادةً، ولكن قد تطور تشنجات أو آلام عضلية خلال ذلك. يعاني الأشخاص المصابون بمرض بيكر من نوبات مؤقتة من الضعف العضلي، لا سيما في الذراعين واليدين، وذلك يتحرض بسبب الحركة بعد فترات من الراحة. وقد يصابون أيضًا بضعف عضلي خفيف ودائم بمرور الوقت. لا يلاحظ ضعف العضلات هذا عند الأشخاص المصابين بمرض تومسن. ومع ذلك، في الآونة الأخيرة، وجد الباحثون المزيد من الطفرات الفردية التي تسبب خلل التأتر العضلي الخلي، وبذلك أصبحت تصنيفات المرض المحدودة هذه أقل استخدامًا.
قد تشمل الأعراض المبكرة عند الطفل ما يلي:
- صعوبة في البلع.
- التهوع.
- حركات متيبسة تتحسن عند تكرارها.
- كثرة السقوط.
- صعوبة في فتح الجفون بعد الانقباض الشديد أو البكاء (علامة فون غريف).[6]

قد تشمل المضاعفات المحتملة ما يلي:
- التهاب الرئة الاستنشاقي (الناجم عن صعوبات البلع).
- كثرة الاختناق أو التقيؤ عند الرضع (بسبب صعوبات البلع أيضًا).
- ضعف عضلات البطن.
- مشاكل المفاصل المزمنة.
- الإصابة بسبب السقوط.

### تباين النمط الظاهري
يتمتع مرض تومسن وبيكر بتنوع عالي في النمط الظاهري. يمكن أن تختلف شدة الأعراض اختلافًا كبيرًا بين الأفراد المصابين وعلى مدى حياة الفرد نفسه. قد يكون ذلك ناجمًا عن وجود أكثر من 130 طفرة مختلفة معروفة –حاليًا- يمتلك كل منها صفاته الخاصة. إضافةً إلى ذلك، إن التأتر العضلي الخلقي عبارة عن اضطراب في القنوات الأيونية، والقنوات الأيونية حساسة للعوامل البيئية الداخلية والخارجية. ثبت أن الحمل واستخدام مدرات البول يؤديان إلى تفاقم التأتر العضلي؛ إذ ترتبط هاتان الحالتان بفقدان الكاتيونات ثنائية التكافؤ مثل المغنيزيوم والكالسيوم. وقد ثبت كذلك إمكانية تخفيف التأتر العضلي عن طريق زيادة محتوى المغنيزيوم والكالسيوم في الوسط خارج الخلية، وذلك في التأتر العضلي المحدث دوائيًا لدى الجرذان. كذلك، كان هذا الأثر موجودًا في حالة العضلات البشرية المعزولة.
يزيد الأدرينالين/ الإبينفرين التأتر العضلي سوءًا لدى معظم الأفراد المصابين بهذا الاضطراب، وقد يعاني الشخص المصاب بالتأتر العضلي الخلقي من زيادة مفاجئة في صعوبة الحركة في المواقف المجهدة التي يُفرَز خلالها الأدرينالين.
نظرًا للطبيعة غير المرئية للاضطراب، سيبدو المصابين بالتأتر العضلي الخلقي لائقين وقادرين جسديًا. قد يعاني العديد من الأشخاص المصابين بالتأتر العضلي الخلقي من درجة من الاضطهاد الاجتماعي، بسبب نقص المعرفة العام بهذا الاضطراب من قبل المجتمع العام والطب ومن قبل الفرد نفسه أحيانًا، وكذلك بسبب احتمال تفاوت الأعراض.